# Неоталамус
Неоталамус (лат. neothalamus) — эволюционно (филогенетически) более молодая часть таламуса, включающая в себя, в частности, латеральную группу ядер, ядра подушки, а также метаталамус, состоящий, в свою очередь, из медиального и латерального коленчатых тел. Она противопоставляется эволюционно более древнему палеоталамусу.
Неоталамус является самой большой частью таламуса, который, в свою очередь, является самым крупным образованием промежуточного мозга позвоночных, включая и человека. Неоталамус получает входящую информацию от других ядер таламуса, то есть от палеоталамуса, и передаёт информацию по своим проекциям в ассоциативные области коры больших полушарий головного мозга. Неоталамус содержит большее количество ядер, чем палеоталамус. Неоталамус имеет более крупные размеры у тех позвоночных животных, которые обладают хорошо развитой корой больших полушарий.
Хорошо локализованные острые болевые сигналы, получаемые спинным мозгом от первичных афферентных нейронов, проецируются через вторичные афферентные нейроны по тонким, быстро проводящим, нервным волокнам так называемого неоспиноталамического тракта, в неоталамус, а затем в первичную соматосенсорную кору больших полушарий головного мозга.